# Guardians of the Secret
Guardians of the Secret è un dipinto (122,9x191,5 cm) realizzato nel 1943 dal pittore Jackson Pollock.
È conservato nel Museum of Modern Art di San Francisco.